# انیکس
انیکس (به اسپانیایی: Enix) دهستانی در استان آلمریای اسپانیا است.
در این دهستان ۳۲۲ نفر زندگی می‌کنند. مساحت این دهستان ۶۷ کیلومتر مربع است.